# Mambo (film)
Mambo è un film del 1954 diretto da Robert Rossen.

## Trama
Giovanna è bella, giovane, desiderata e desiderabile. E anche innamorata, ma forse non della persona giusta. Proprio il suo fidanzato, infatti, un certo Mario, la spinge per interesse tra le braccia di un conte, ricco e senza scrupoli. E la giovane, per amore, inizialmente accetta. Ma Giovanna crede nella vita, non nei loschi sotterfugi, e decide di seguire la propria etica. Per questo trova la forza necessaria per abbandonare entrambi gli uomini, coronando anche un sogno, quello di diventare ballerina. Su insistenza di Mario, Giovanna finisce per sposare il conte, anche perché ha scoperto di amarlo veramente, ma resterà presto vedova. La salverà ancora una volta la passione per la danza.